# 沙尔特勒站
沙尔特勒站是法国东南部城市马赛的一个地铁车站，位于马赛地铁1号线上。

## 站名
"沙尔特勒"为这一街区的名称。

## 位置
沙尔特勒站位于马赛市区的东北部，属于4区。车站呈南北走向，是一个地下车站，有自动扶梯连接地面。

## 设施
沙尔特勒站站内设有自动售票机及无障碍设施。

## 站台设置
| 西↑ |      |                          |
|     | 侧式 |                          |
|     |      | 拉富拉热尔站方向←        |
|     |      | 玫瑰-贡贝尔城堡科技园站→ |
|     | 侧式 |                          |
| 南↓ |      |                          |

## 配套交通

### 城市公共交通
| 沙尔特勒站附近的公共交通线路 |            |          |
| 公交车站名称                 | 位置       | 停靠线路 |
| 沙尔特勒站                   | 地铁站附近 |          |
| 1.                           |            |          |

此外，当地铁线路发生故障或施工时，马赛交通局可能提供临时摆渡车。

## 临近车站
| 沙尔特勒站（Chartreux）        |               |                      |
| 上行车站                       | 线路          | 下行车站             |
| 圣瑞斯特-省府大楼站 770m ←     | 马赛地铁1号线 | 五道口-隆尚站 → 680m |
| - 本表仅显示运营中的线路及车站 |               |                      |